# Les Soquetes
Les Soquetes és una muntanya de 2.201 metres que es troba entre els municipis de Guardiola de Berguedà, a la comarca del Berguedà i d'Urús, a la comarca de la Cerdanya.
Es troba a la carena de la serra de Moixeró i està dins del Parc Natural cadí-Moixeró.